# Mackinawite
La mackinawite est une espèce minérale, sulfure de fer et de nickel de formule (Fe,Ni)1 + xS (où x = 0 à 0,11). Le minéral cristallise dans le système cristallin tétragonal et a été décrit comme un réseau cubique à arrangement compact distordu d'atomes de S avec certains des vides remplis par Fe. La mackinawite se trouve sous forme de cristaux tabulaires et de masses anhédriques opaques bronze à gris-blanc. Elle a une dureté Mohs de 2,5 et une densité de 4,17. Elle fut décrite pour la première fois en 1962 pour une occurrence dans la mine Mackinaw, comté de Snohomish, État de Washington, de laquelle elle tire son nom.

## Occurrence
La mackinawite se trouve dans des péridotites serpentinisés comme produit d'altération hydrothermale, dans des météorites, et en association avec la chalcopyrite, la cubanite, la pentlandite, la pyrrhotite, la greigite, la mauchérite et la troïlite. La mackinawite se trouve aussi dans des environnements réducteurs tels que les sédiments d'eau douce ou marins comme résultat du métabolisme du fer par des bactéries sulfato-réductrices.
Dans les environnements anoxiques, la mackinawite est formée par la réaction de HS− avec des ions Fe2+ ou du Fe métal.  La mackinawite est un minéral métastable qui se trouve le plus souvent sous forme d'un précipité mal cristallisé.  Après l'amorçage de la précipitation, la mackinawite peut mettre jusqu'à deux ans pour se former à 25 °C.  Il a été rapporté que la mackinawite pouvait être stable jusqu'à 16 semaines à des températures allant jusqu'à 100 °C avec des valeurs de pH allant de 3 à 12. Les laboratoires ont aussi produit de la mackinawite synthétique pour étudier sa formation en utilisant plusieurs méthodes différentes telles que la réaction d'un sulfure avec du fer métallique ou une solution de fer ferreux, en faisant croître des bactéries sulfato-réductrices en utilisant Fe2+ et électrochimiquement,,,,
.

## Transformations dans l'environnement
Selon les conditions redox, la mackinawite peut former des phases plus stables telles que la greigite et finalement de la pyrite, un minéral important dans des environnements anoxiques aqueux qui est préservé dans des dépôts sédimentaires, en particulier la shale noire,,,,,.  Bien qu'il ait été déterminé que la mackinawite est un précurseur nécessaire de la pyrite, le chemin de formation du minéral sulfure de fer à partir d'espèces aqueuses vers un minéral solide est encore incompris. Beaucoup de minéraux sulfure de fer peuvent exister dans la transition entre la mackinawite faiblement ordonnée et la pyrite cristalline, tels que la greigite, la smithite et la pyrrhotite, ; cependant, les études ont aussi indiqué que la formation de la pyrite à partir de la mackinawite peut se produire quand l'oxydation a commencé et que le soufre présent est dans des états d'oxydation intermédiaires (-1 to +6), et que des espèces sulfurées intermédiaires telles que le soufre élémentaire ou les polysulfures et les espèces monosulfure oxydées en surface, telles que la mackinawite oxydée ou la greigite sont présentes.